# Двоичен код

## Видове двоични кодове

### Естествен код
Той спада към позиционните кодове, на които теглото на всеки бит се определя от неговата позиция в кодовата дума. Всички битове, които имат еднакво разположение, са с едно и също тегло.
Условният номер на всяко ниво на квантоване представлява сумата на всички тегла на битовете в кодираната дума.
Свойството за еднаквост на теглата за битовете с еднакви местоположения е предимството на естествения код, тъй като позволява лесно и с висока точност да се декодира предадената чрез кодовите думи информация.
Основен недостатък на този код са сравнително големите грешки, които се получават при кодиране на сигнал с големи колебания на моментните стойности. Този код се използва за кодиране на еднополярни сигнали.

### Код на Грей
Кодът на Грей е наричан още код с разстояние на Хеминг 1 (single-distance code). При този код всеки две съседни кодови думи се различават само по 1 бит, като се стремим да променяме най-малкия значещ бит. Това позволява значително да се намали грешката при кодиране на сигнали. Недостатък на този код е, че той не е тегловен, поради което възниква трудност при декодирането. Използва се за кодиране на телевизионни сигнали.

### Код на Хеминг
С този код може да се извършва проверка за наличие и корекция на единична грешка. За да може да се извърши проверка, е необходимо да се дефинират отделните видове разреди и мястото на контролните разреди. Проверката за наличие на грешка се извършва въз основа на броя на съдържащите се в кодиращите нива единици. Изискването е броят на единиците при извършване на проверката да бъде четно число. Ако това е така, коефициентът, който участва в проверката, е със стойност 0. В противен случай коефициентът е 1.